# Ástor Piazzolla
Ástor Pantaleón Piazzolla, född 11 mars 1921 i Mar del Plata, död 4 juli 1992 i Buenos Aires, var en argentinsk bandoneonist och kompositör av tangomusik. Musikaliskt knöt Piazzolla från och med 1950-talet an till såväl jazz som den tidens konstmusik och lämnade därmed den traditionella tangon till förmån för den nya stil som kom att benämnas tango nuevo. Även om den dansanta tangokulturen inte använder Piazzollas musik i nämnvärd utsträckning, kan hans insats för spridningen av tangon i världen inte överskattas.

## Uppväxt och karriär
Ástor Piazzolla föddes i Argentina 1921 av italienska föräldrar och tillbringade stora delar av sin uppväxt i New York, där han exponerades för både jazz och klassisk musik. Han fick en bandoneon av sin far och visade sig vara en enorm talang, vilket ledde till att han tidigt kom i kontakt med New Yorks stora tangomusiker. 1937 flyttade han tillbaka till Argentina och spelade på nattklubbar.
Piazzolla gick i skola hos den argentinske kompositören Alberto Ginastera, som lät honom studera partitur av konstmusikens kompositörer, såsom Stravinskij, Bartók och Ravel. Det var även Ginastera som fick Piazzolla att delta i en kompositionstävling 1953 med sin Buenos Aires-symfoni. Piazzolla vann tävlingen och fick ett stipendium från den franska regeringen för att studera i Paris under dirigenten och kompositören Nadia Boulanger. Boulanger inspirerade Piazzolla till att utveckla sin karaktäristiska kompositionsstil, med tangon som grund.
Under 50-talet skapade han Octeto Buenos Aires och började turnera.
Piazzollas musikstil kallades tango nuevo (spanska för "ny tango"). Även om hans omvälvning av tangomusiken sågs på med skepsis i Argentina, blev hans musik mycket populär i Europa och Nordamerika. Oblivion är en inspelning från 1982 med en orkester i Italien för filmen Enrico IV, regisserad av Marco Bellocchio.
1990 drabbades han av en blodpropp i Paris och dog två år senare i Buenos Aires.

## Tango nuevo
Det som skiljer tango nuevo från traditionell tango är inflytandet från jazzen, mer avancerad harmonik och dissonans, användandet av kontrapunkt och mer avancerade kompositionsformer, såsom barockens passacaglia.
Piazzolla skrev flera solokonserter för bandoneon och även större orkestrala verk, men mest framgång har rönts av hans kompositioner för kvartett och kvintett (oftast piano, bandoneon, violin, kontrabas, gitarr).

## Eftermäle
Asteroiden 12102 Piazzolla är uppkallad efter honom.